# Rusjkajaure
Rusjkajaure är en sjö i Gällivare kommun i Lappland och ingår i Kalixälvens huvudavrinningsområde. Sjön har en area på 1,54 kvadratkilometer och ligger 986,7 meter över havet. Sjön avvattnas av vattendraget Kaitumjåkka.

## Delavrinningsområde
Rusjkajaure ingår i det delavrinningsområde (753046-159685) som SMHI kallar för Utloppet av Rusjkajaure. Medelhöjden är 1 146 meter över havet och ytan är 14,52 kvadratkilometer. Det finns inga avrinningsområden uppströms utan avrinningsområdet är högsta punkten. Kaitumjåkka som avvattnar avrinningsområdet har biflödesordning 2, vilket innebär att vattnet flödar genom totalt 2 vattendrag innan det når havet efter 444 kilometer. Avrinningsområdet består mestadels av kalfjäll (89 procent). Avrinningsområdet har 1,53 kvadratkilometer vattenytor vilket ger det en sjöprocent på 10,5 procent.